# Ampelocissus multiloba
Ampelocissus multiloba är en vinväxtart som beskrevs av Gilg & M. Brandt. Ampelocissus multiloba ingår i släktet Ampelocissus och familjen vinväxter. Inga underarter finns listade i Catalogue of Life.